# Fame MMA
Fame MMA – polska federacja organizująca gale typu freak show fight z siedzibą w Swarzędzu (k. Poznania). Pojedynki toczone są głównie na zasadach MMA, choć odbywają się także w innych dyscyplinach sportu walki, podczas których walczą celebryci, youtuberzy, raperzy, influencerzy czy inne znane osoby ze świata mediów.
Federacja posiada łącznie czterech właścicieli – Wojciecha Golę, Michała Barona, Krzysztofa Rozparę (były prezes) oraz Rafała Pasternaka (prezes). 20 listopada 2021 Krzysztof Rozpara zapowiedział publiczną emisję akcji.

## Historia

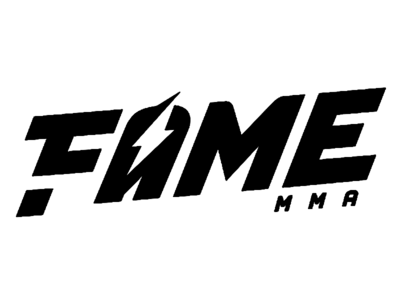
Dawne logo Fame MMA

### Konferencje prasowe
Fame MMA w ramach promocji swoich gal regularnie prowadzi konferencje prasowe przed każdą numerowaną galą, składającą się z pierwszej oraz drugiej części. Każda część odbywa się w innym terminie.
Głównym prowadzącym i konferansjerem gal w latach 2018–2021 był Arkadiusz „Pan” Pawłowski, któremu podczas dwóch pierwszych gal towarzyszył piosenkarz znany pod pseudonimem „Chwytak”. Od gali Fame 8 część obowiązków Pana Pawłowskiego przejął Michał Rogoziński, a nowym konferansjerem od lutego 2021 został Hubert Mściwujewski. 20 lutego 2022 do przedsięwzięcia dołączył Sylwester Wardęga i wspólnie z Hubertem Mściwujewskim poprowadził konferencje przed edycją Fame 13. Zespół Wardęga/Mściwujewski prowadził regularnie konferencję następnych wydarzeń, aż do ostatniej przed galą Fame 16, odbytej 31 października 2022, na której to Wardęga zdradził informację o tym, że kończy mu się kontrakt z Fame MMA i nie będzie dalej kontynuował roli prowadzącego. W styczniu 2023 dwie konferencje prasowe do Fame 17 zostały poprowadzone przez stałego, Huberta Mściwujewskiego oraz nowego członka w tej roli, Roberta „Sutonatora” Pasuta. W kwietniu Fame MMA poinformowało kibiców o kolejnym nowym prowadzącym, Tomaszu „Gimperze” Działowym, który zastąpił ogłoszonego w roli zawodnika na tę galę, Roberta Pasuta.

### Gale Fame MMA
Fame 1: Boxdel vs. Guzik
Pierwsza edycja Fame MMA odbyła się 30 czerwca 2018 w Hali Widowskowo – Sportowej w Koszalinie. Main eventem gali było starcie o pas kategorii ciężkiej pomiędzy jednym z włodarzy federacji, Michałem „Boxdelem” Baronem oraz streamerem Jakubem „Guzikiem” Szymańskim. Pojedynek zwyciężył „Boxdel” już w pierwszej rundzie, pokonując Guzika przez TKO i tym samym zdobywając pierwszy historyczny pas mistrzowski. Co-main eventem gali był pojedynek bokserski, w którym wzięli udział Adrian „Polak” Polański oraz Daniel „Magical” Zwierzyński. Batalię po trzech rundach wygrał Polak. Niecodziennym widokiem dla fanów była walka rycerska, w której Krzysztof Olczak pokonał decyzją sędziego (29-23) Piotra Celeja.
Fame 2: Rafonix vs. Magical
Gala Fame MMA 2 odbyła się 13 października 2018 w Hali Arena w Poznaniu. W main evencie youtuber Marcin „Rafonix” Krasucki pokonał streamera Daniela „Magicala” Zwierzyńskiego. Z kolei w co-main evencie pas Fame MMA w wadze półśredniej zdobył Dawid Malczyński, który pokonał Adriana „Polaka” Polańskiego. Była to jedyna walka, w której decyzję musieli podejmować sędziowie. Większość pojedynków kończyła się bowiem przez TKO w pierwszej rundzie. Ciekawą walką było nietypowe dla MMA starcie dwóch na dwóch – 2 vs. 2, w której bliźniacy Piotr i Paweł Tyburscy pokonali bliźniaków Piotra i Pawła Kluk.
Fame 3: IsAmU vs. DeeJayPallaside
Walki w ramach Fame MMA 3 odbywały się 30 marca 2019 w łódzkiej Atlas Arenie. W walce wieczoru Szymon „IsAmU” Kasprzyk pokonał Daniela „DeeJayaPallasida” Pawlaka. Pas wagi półśredniej obronił Dawid Malczyński w starciu z Amadeuszem „Ferrarim” Roślikiem. Pierwszą w historii Fame MMA walką kobiet był pojedynek Marty „Linkimaster” Linkiewicz z Moniką „Esmeraldą” Godlewską. Zwyciężyła ta pierwsza. Aż 5 walk musiało się zakończyć decyzją sędziów. Fame MMA 3 było pierwszą galą, podczas której odbyło się dziewięć starć pomiędzy zawodnikami, zamiast standardowych ośmiu.
Fame 4: Linkimaster vs. Lil Masti
Fame MMA 4 odbyło się 22 czerwca 2019 w Hali Sportowej Częstochowa. W walce wieczoru znalazła się walka kobiet. Znana z występu na z poprzedniej gali, Marta „Linkimaster” Linkiewicz zmierzyła się z piosenkarką Anielą „Lil Masti” Bogusz, znaną wcześniej jako Sexmasterka. Walkę zwyciężyła ta druga, zdobywając inauguracyjny pas mistrzowski kobiet. Na gali zawalczył również jeden z włodarzy Fame MMA – Michał „Boxdel” Baron. Przegrał on z raperem Jakubem „Kubańczykiem” Flasem. Na karcie walk znalazł się również pojedynek youtubera Adriana „Medusy” Salamona z Piotrem „Knaziem” Knasiem, znanym także jako „Klaun z Koszalina”. Walkę wygrał popularny „Medusa” przez poddanie rywala tzw. balachą w drugiej rundzie. Największym konfliktem gali było starcie Adriana „Polaka” Polańskiego z Amadeuszem „Ferrarim” Roślikiem. Batalię wygrał Adrian „Polak” Polański jednogłośną decyzją sędziów.
Fame 5: Bonus BGC vs. Najman
Piąta gala odbyła się 26 października 2019 w gdańsko-sopockiej Ergo Arenie i była zapowiadana jako „Największe wydarzenie widowiskowo-sportowe w Polsce w 2019 roku”. W walce wieczoru znaleźli się raper Piotr „Bonus BGC” Witczak oraz polski bokser wagi ciężkiej Marcin „El Testosteron” Najman. Pojedynek ten wygrał przed czasem „El Testosteron”. Najbardziej medialnym oraz oczekiwanym przez fanów starciem była walka zapowiadana jako Super Freak Fight – czyli starcie karła znanego z Ekipy youtubera Friza – Mateusza „Mini Majka” Krzyżanowskiego oraz youtubera Marka „Lorda Kruszwila” Kruszela. Pojedynek zwyciężył w pierwszej rundzie przez TKO popularny „Lord Kruszwil”. Podczas gali miały miejsce dwa pojedynki o pasy mistrzowskie. Dawid Malczyński drugi raz obronił pas wagi półśredniej w walce z Tomaszem Olejnikiem. Natomiast brat Dawida – Marcin Malczyński zdobył inauguracyjny pas wagi średniej, pokonując w co-main evencie znanego z występu na gali Fame MMA 2 Marka „AdBustera” Hoffmanna. Najpiękniejszy nokaut w historii Fame MMA może zanotować Kamil „Hassi” Hassan na zawodniku z Ukrainy, Olehu „Olegu” Riashentsevie.
Fame 6: Zusje vs. Linkimaster

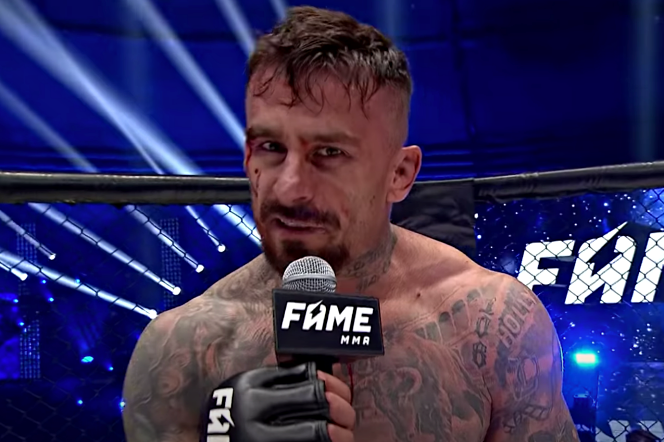
Arkadiusz Tańcula w wywiadzie w oktagonie po walce na gali Fame MMA 6

Kolejna edycja, czyli Fame MMA 6 odbyła się 28 marca 2020. Początkowo miała odbyć się w Hali Sportowej Częstochowa, jednak jej lokalizacja została zmieniona na wytwórnię filmową Alvernia Studios we wsi Nieporaz, w związku z pandemią koronawirusa w Polsce. Również z tego powodu wydarzenie odbyło się bez udziału publiczności. W walce wieczoru zobaczyliśmy znaną z występu na trzeciej oraz czwartej gali Martę „Linkimaster” Linkiewicz, z debiutującą w MMA, Kamilą „Zusje” Smogulecką, znaną także jako „#twoja siostra”. Na pełnym dystansie trzech rund zwyciężyła bardziej doświadczona „Linkimaster”. Podczas co-main eventu ujrzeliśmy starcie jednego z włodarzy Fame MMA, Wojciecha Goli, z youtuberem oraz influencerem Marcinem „Rafonixem” Krasuckim. Walkę wygrał WG. Batalia polskiego pięściarza Marcina „El Testosterona” Najmana z kulturystą Piotrem „Bestią” Piechowiakiem zakończyła się sensacyjnym zwycięstwem Bestii z Sulechowa. Na gali doszło też do rozwiązania wielu konfliktów między zawodnikami.
Fame 7: Popek vs. Stifler
Fame MMA 7 odbyło się 5 września 2020 w hotelu DoubleTree by Hilton w Łodzi. W main evencie rękawice skrzyżowali celebryta Damian „Stifler” Zduńczyk oraz znany z walk w federacji KSW, raper Paweł „Popek Monster” Mikołajuw, który zwyciężył tę walkę przed czasem. Co-main eventem był rewanż z gali Fame MMA 4, pomiędzy Adrianem „Polakiem” Polańskim oraz Amadeuszem „Ferrarim” Roślikiem, który zakończył się kontrowersyjną dyskwalifikacją tego drugiego. Mistrz kategorii półśredniej Dawid Malczyński pokonał Wojciecha Golę. Na szali nie było jednak pasa mistrzowskiego. W karcie walk znalazło się aż 10 pojedynków, co z czasem stało się nowym standardem w Fame MMA.
Fame 8: Dubiel vs. Blonsky

Logo Fame bez słowa „MMA”

Ósma gala Fame MMA odbyła się 21 listopada 2020 ponownie w Łodzi. Od tego wydarzenia słowo „MMA” zostało usunięte z tytułów kolejnych gal, prawdopodobnie zostało to spowodowane przez dodatkowe pojedynki w różnych dyscyplinach sportu walki (np. kickboxingu czy boksie). W walce wieczoru z udziałem dwóch youtuberów, Kacper „Blonsky” Błoński pokonał Marcina Dubiela. Co-main event w formule bokserskiej z udziałem Kasjusza „Don Kasjo” Życińskiego oraz Marcina „El Testosteron” Najmana zakończył się dyskwalifikacją tego drugiego. Podczas wydarzenia mogliśmy również oglądać walkę dwóch raperów – Filipa „Filipka” Marcinka oraz Michała „Soboty” Sobolewskiego, która zakończyła się zwycięstwem „Filipka”. W walce kobiet pomiędzy Kamilą „Zusje” Smogulecką, a Dagmarą Szewczyk, to ta pierwsza zwyciężyła poprzez ciosy pięściami w parterze.
Fame 9: Let’s Play
Wydarzenie „Fame 9: Let’s Play” odbyło się 6 marca 2021 w DoubleTree by Hilton Hotel Łódź. Walka wieczoru odbyła się w formule bokserskiej, w której wystąpili raperzy, m.in. Patryk „Kizo” Woziński oraz Gabrielem „Arabem” Al-Sulwim. Starcie po trzech rundach jednogłośną decyzją sędziów zwyciężył „Arab”, który częściej trafiał rywala. Drugą walką wieczoru gali był pojedynek pomiędzy znanymi youtuberami, Sylwestrem Wardęgą, oraz znanym z poprzedniej gali Kacprem „Blonskym” Błońskim. Walka skończyła się w pierwszej rundzie zwycięstwem Kacpra Błońskiego przez duszenie zza pleców. Mistrzowskie starcie o pas w wadze średniej zwyciężył raper Jakub „Kubańczyk” Flas, który wygrał pojedynek przez TKO w pierwszej rundzie, nokautując ówczesnego mistrza Marcina Malczyńskiego niskimi kopnięciami. Kolejnym zestawieniem był pojedynek pomiędzy członkiem ekipy Warszawskich Koksów, Pawłem „Ponczkiem” Sikorą oraz dziennikarzem Fame News, Patrykiem „paTrykosem” Domke. Walkę zwyciężył ten pierwszy, który pokonał rywala jednogłośnie na punkty.
Fame 10: Don Kasjo vs. Parke
Dziesiąta jubileuszowa gala odbyła się 15 maja 2021 po raz czwarty w tym samym miejscu. W pierwszej walce pomiędzy Dawidem „Ambro” Ambroziakiem oraz Piotrem „Miejskim Drwalem” Szczurkiem zwyciężył Miejski Drwal, który w każdej z trzech rund obalał rywala i zajmował pozycję dominującą, po czym wywalczył sobie zwycięstwo jednogłośną decyzją sędziowską. Drugi pojedynek pomiędzy uczestnikami Top Model, Michałem Gałą oraz Mikołajem Śmieszkiem zwyciężył ten pierwszy, który czując zagrożenie w stójce obalał Mikołaja Śmieszka, czym po trzech rundach zapewnił sobie wygraną. W następnym starciu zwycięstwo nad Łukaszem Lupą odnotował Gabirel „Arab” Al-Sulwi, pokonując rywala w podobny sposób jak Miejski Drwal. W czwartym pojedynku gali kontrowersyjny Amadeusz „Ferrari” Roślik znokautował w drugiej rundzie ciosami w parterze Mateusza „Haribo” Gąsiewskiego, po niełatwej walce. Kolejnym pojedynkiem było rewanżowe starcie pomiędzy Alanem „Alanikiem” Kwiecińskim oraz Piotrem Pająkiem. Tym razem walka odbyła się w MMA gdzie lepszy okazał się Piotr Pająk, który pomimo otrzymywanych mocnych ciosów w stójce od rywala poddał go w drugiej rundzie duszeniem gilotynowym. W szóstej walce na tej gali spotkało się dwóch aktorów znanych z serialu Lombard. Życie pod zastaw. Pojedynek gwiazd telewizyjnych zwyciężył jednogłośnie Arkadiusz „AroY” Tańcula, wygrywając dwie pierwsze rundy z Mateuszem „Muranem” Murańskim, co przełożyło się na werdykt sędziowski. Na jubileuszu nie zabrakło także walki mistrzowskiej kobiet, w której znana pato-influencerka Marta „Linkimaster Linkiewicz” pokonała na pełnym dystansie faworyzowaną Kamilę „Kamiszkę” Wybrańczyk. W drugiej walce o pas mistrzowski wagi półśredniej doszło do trylogii pomiędzy mistrzem Dawidem „Bocianem” Malczyńskim oraz pretendentem Adrianem „Polakiem” Polańskim. Pretendent w drugiej rundzie wygrał przez TKO, odbierając Malczyńskiemu mistrzostwo w wadze półśredniej. Co-main eventem wydarzenia było starcie dwóch członków popularnego na youtube TeamieX, w którym Marcin Dubiel poddał gilotyną w drugiej odsłonie walki Cezarego „Czaro” Nykiela. Main eventem wydarzenia była walka bokserska pomiędzy znanym z mediów, Kasjuszem „Don Kasjo” Życińskim oraz północnoirlandzkim profesjonalnym zawodnikiem MMA, Normanem „Storminem” Parke. Po pięcio-rundowej bliskiej batalii walkę zwyciężył Stormin. Stawką tego pojedynku była kilogramowa sztabka złota oraz dołożony przez Kasjusza tzw. pas mistrzowski Króla.
Fame 11: Fight Club
Gala Fame MMA 11 odbyła się 2 października 2021 roku na Arenie w Gliwicach. W pierwszej walce były hokeista, Piotr „Szeli” Szeliga pokonał przez ciężki nokaut Krzysztofa „Fericze” Ferenca w pierwszej rundzie. Drugą walką na gali Fame 11 była walka kobiet, w której to Karolina „Way of Blonde” Brzuszczyńska wygrała przez jednogłośną decyzję sędziów z Patrycją „MeLady” Wieją. W trzecim pojedynku Krystian „Krycha” Wilczak zmierzył się z Ukraińcem, Aleksandrem „Sashą” Muzheiko. Po bardzo wyrównanej walce przez niejednogłośną decyzję sędziów zwycięstwo odniósł „Krycha”. Znany z serialu Lombard. Życie pod zastaw, Arkadiusz Tańcula wygrał przez TKO w pierwszej rundzie z byłym mistrzem Fame MMA, Marcinem Malczyńskim. Kolejnym pojedynkiem na tej edycji było starcie twórców muzycznych, Piotra „Miłego Pana” Kołaczyńskiego oraz Norberta „Smolastego” Smolińskiego. Pojedynek wygrał „Miły Pan” przez poddanie werbalne w pierwszej rundzie. Walkę remisową zanotowali Maksym „Maksymalnie” Ziółkowski oraz Filip Zabielski. W następnej walce Amadeusz „Ferrari” Roślik pokonał na pełnym dystansie Filipa „Filipka” Marcinka. Kolejną walką było starcie youtubera Mikołaja „Mixera” Magdziarza ze streamerem Piotrem „Popo” Węgrzynem. Wygrał ten drugi przez TKO w drugiej rundzie. Pierwszym Co-main eventem było starcie znanego z tzw. pranków youtubera, Sylwestra Wardęgi z innym twórcą, Danielem „Dannym” Ferrerim. Tę walkę wygrał „Danny”, po tym jak rywal nie wyszedł na trzecią rundę. Drugim Co-main eventem było starcie Marcina Dubiela z Wojciechem „OjWojkiem” Przeździeckim. Pojedynek wygrał Dubiel przez TKO w pierwszej rundzie. Main Eventem wydarzenia było starcie bokserskie w rękawicach MMA Borysa „The Tasmanian Devila” Mańkowskiego z Normanem „Storminem” Parke. Po 15 minutach przez jednogłośną decyzję sędziów wygrał Mańkowski, rewanżując się Irlandczykowi z północy, za porażkę z zawodowej gali KSW 47: The X-Warriors.
Fame 12: Don Kasjo vs. Polish Zombie
Gala Fame 12 odbyła się 20 listopada 2021 w Ergo Arenie w Trójmieście. Pierwszą walką był pojedynek pomiędzy twórcami Freestyle’u, Kornelem „Koro” Regelem i Patrykiem „Rybą” Karasiem, w którym po trzech rundach jednogłośnie zwycięstwo odniósł Koro.
W następnej walce Anna „Anna IFBB Pro” Andrzejewska pokonała Kamile „Kamiszkę” Wybrańczyk. W trzecim pojedynku zawalczyli Krystian „Krycha” Wilczak oraz Maciej „Szewcu” Szewczyk. Trwającą trzy rundy batalię wygrał jednogłośną decyzją sędziów „Krycha”. Następnie zmierzyli się ze sobą strongmeni, Piotr „Bestia” Piechowiak i Krzysztof „Radzik” Radzikowski. W starciu tym decyzją sędziowską zwyciężył „Bestia”. Kolejna walka odbyła się pomiędzy Kamilą „Zusje” Smogulecką i Martą „Martirenti” Rentel. Wygrała ta pierwsza. Następnie zmierzyli się ze sobą Maksymilian „Wiewiór” Wiewiórka oraz Adrian „Polak” Polański, który w tym pojedynku bronił pasa mistrzowskiego w kategorii półśredniej (do 77,1 kg). Po trzech rundach przez jednogłośną decyzję sędziów wygrał „Wiewiór”, zostając tym samym nowym mistrzem tej kategorii wagowej. W co-main evencie zawalczyli Kacper „Blonsky” Błoński oraz Mateusz „Matt Fit Lovers” Janusz. Walka była wyrównana jednak, ostatecznie po trzech rundach niejednogłośną decyzją sędziów zwyciężył „Blonsky”.
Po tym pojedynku ogłoszono również, ze Daniel Majewski wystąpi na 13 odsłonie gali. W main evencie rękawice bokserskie skrzyżowali ze sobą Kasjusz „Don Kasjo” Życiński oraz Marcin „The Polish Zombie” Wrzosek. Po sześciu rundach sędziowie zadecydowali o zwycięstwie „Don Kasja”. Wygrany po tej walce stoczył jeszcze jeden bój z włodarzem organizacji, Michałem „Boxdelem” Baronem. Walkę tę po trzech rundach zwyciężył ponownie Don Kasjo. Przed finałowym, dodatkowym pojedynkiem w klatce rzymskiej (3m x 3m), odbył się koncert Smolastego i Oliwki Brazil. Walka w klatce rzymskiej pomiędzy Arkadiuszem Tańculą i Jackiem „Starym Muranem” Murańskim zaplanowana była na dystans 5 rund po 2 minuty, jednak została przerwana w czwartej rundzie po wielu faulach Jacka Murańskiego, tym samym walkę zwyciężył Arkadiusz Tańcula.
Fame 13: Nitro vs. Unboxall
Gala Fame 13 odbyła się 26 marca 2022 w Arenie Gliwice. W walce wieczoru zmierzyli się Sergiusz „Nitro” Górski z Pawłem „Unboxallem” Smektalskim, starcie odbyło się na zasadach K-1, a walkę po trzech rundach jednogłośnie zwyciężył niefaworyzowany Unboxall. Co-main eventem wydarzenia była walka Pawła „Popka Monstera” Mikołajuwa z Normanem „Storminem” Parke, która zakończyła się niespodziewanie po 37 sekundach, przez kontuzję ręki popularnego rapera. Podczas tej edycji doszło do długo wyczekiwanej przez fanów tzw. trylogii, pomiędzy Adrianem „Polakiem” Polańskim oraz Amadeuszem „Ferrarim” Roślikiem, walka ta początkowo była zaplanowana na brak limitu czasowego w MMA, jednak ze względu na kontuzję tego drugiego zmieniono to na 3 rundy 2 minutowe, dodatkowo zawodnicy skrzyżowali rękawice meksykańskie w formule bokserskiej, a walkę na pełnym dystansie po niejednogłośnej decyzji zwyciężył Adrian Polański. Do pierwszej obrony pasa mistrzowskiego kategorii koguciej kobiet przystąpiła Marta „Linkimaster” Linkiewicz, która pokonała pretendentkę Karolinę „Way of Blonde” Brzuszczyńską.
Fame 14: Gimper vs. Tromba
Gala Fame 14 odbyła się 14 maja 2022 w Tauron Arena w Krakowie. W pierwszej walce zmierzyły się ze sobą Wiktoria „Wiki” Jaroniewska i Katarzyna „LalaLaluna” Alexander. Po trzech rundach decyzją sędziów na punkty wygrała niespodziewanie Jaroniewska, która zgodziła się na walkę zaledwie tydzień przed galą. W drugiej walce ujrzeliśmy Mariusza „Hejtera” Słońskiego oraz Dawid Malczyńskiego. Walka zakończyła się bezdyskusyjnym zwycięstwem Dawida Malczyńskiego, gdy obalił Słońskiego do parteru i zasypał go gradem ciosów. W trzeciej walce zmierzył się Alan „Alanik” Kwieciński i Mateusz „Muran” Murański. Po efektownych trzech rundach niejednogłośną decyzją sędziów zwyciężył Murański. W następnej walce zobaczyliśmy pojedynek Mateusza „Fit Loversa” Janusza z Adamem „AJ’em” Josefem. Pojedynek wygrał Josef, po tym jak potężym kopnięciem powalił swojego przeciwnika. W walce pas mistrzowski kategorii półśredniej do 77 kg, Maksymilian „Wiewiór” Wiewiórka pokonał Krystiana „Krychę” Wilczka po jednogłośnej decyzji sędziów. Następna walka odbyła się w klatce rzymskiej, do której wszedł Piotr „Szeli” Szeliga oran Norman „Stormin” Parke. W pierwszej rundzie, w której obowiązały zasady boksu Irlandczyk z północy mocno obijał swojego rywala. W drugiej rundzie, w której obowiązały już zasady MMA Parke zdominował totalnie przeciwnika i wygrał przez techniczny nokaut. W pierwszym Co-Main Evencie Agata „Fagata” Fąk zawalczyła z Moniką „Moną” Kociołek. Batalię po trzech rundach wygrała ta pierwsza. W drugim Co-Main evencie Sergiusz „Nitro” Górski zmierzył się ze Marcinem „Xayoo” Majkutem w formule K-1. Walka ta zakończyła się szybkim zwycięstwem Majkuta, gdy znokautował przeciwnika. W Main evencie zmierzyli się Tomasz „Gimper” Działowy i Mateusz „Tromba” Trąbka. Walka zakończyła się spektakularnym zwycięstwem tego drugiego w drugiej rundzie poprzez ciosy w parterze.
Fame 15: Zemsta
Piętnasta gala zatytułowana „Fame 15: Zemsta” odbyła się 26 sierpnia 2022 roku w łódzkiej Atlas Arenie. Walką wieczoru/Main Eventem tego wydarzenia był rewanżowy pojedynek mistrzyń Fame MMA, pomiędzy Martą „Linkimaster” Linkiewicz – posiadaczką pasa Fame MMA w wadze koguciej kobiet oraz jej pogromczynią z gali nr 4, Anielą „Lil Masti” Bogusz – posiadającą pas Fame MMA w wadze OPEN kobiet. Stawką dla zwyciężczyni tego pojedynku były te dwa pasy, a także nowo utworzony przez federację pas mistrzowski Królowej freak fights.Po 3 rundach jednogłośną decyzją sędziów wygrała „Lil Masti” W Co-Main Evencie na zasadach K-1 zmierzyli się Marcin „Xayoo” Majkut oraz youtuber – Mikołaj „Konopskyy” Tylko. Batalię po trzech rundach wygrał Xayoo. Marcin „Polish Zombie” Wrzosek pokonał Mariusza „Sariusa” Gollinga w formule bokserskiej. Kacper „Crusher” Błoński i Marcin Dubiel stoczyli także rewanżowy pojedynek, jednak to starcie odbyło się w klatce rzymskiej bez limitu czasowego. Po 17 minutach i 52 sekundach przez TKO (ciosy pięściami) wygrał Dubiel. Pierwszą walkę na tej gali stoczył Arkadiusz Tańcula z Mateuszem „Muranem” Murańskim, którego pokonał w trzeciej rundzie przez poddanie (duszenie zza pleców). Dodatkowo w klatce rzymskiej miała miejsce jeszcze jedna walka, w której Arkadiusz Tańcula pokonał po 5 rundach Jacka „Murana” Murańskiego.
Fame 16: Tromba vs. Dubiel
Szesnasta gala odbyła się 5 listopada 2022 roku w Arenie Gliwice. W walce wieczoru zmierzyli się Marcin Dubiel z Mateuszem „Tromba” Trąbką. Walka odbyła się na zasadach MMA. Starcie rozpoczęło się od mocnej szarży byłego członka Teamu X. Trafiony Tromba został szybko zepchnięty do defensywy. W akcji pod siatką Dubiel zadał kilka mocnych ciosów. Po jednym z nich krakowianin przewrócił się na ziemię. Dubiel szybko doskoczył do rywala i wyprowadził grad ciosów, po których sędzia przerwał pojedynek. W Co-main evencie Robert „Sutonator” Pasut zmierzył się z Jackiem „Muranem” Murańskim. Starcie zakończyło się w drugiej rundzie zwycięstwem Pasuta przez TKO. Amadeusz „Ferrari” Roślik nie dał szans Mariuszowi „Hejterowi” Słońskiemu, rozprawiając się z nim już w pierwszej odsłonie pojedynku. W swoim debiucie w klatce streamer i członek grupy YFL Patryk „Bandura” Bandurski pokonał jednogłośną decyzją sędziów w formule bokserskiej Alana Kwiecińskiego. Swoją czwartą porażkę w karierze zanotował Krystian „Krycha” Wilczak, który nie dał rady Mateuszowi „Matt Meknife” Januszowi, dla którego było to pierwsze zwycięstwo w FAME MMA. W głośnym konflikcie pomiędzy Adrianem „Polakiem” Polańskim a Patrykiem „Patrykosem” Domke górą był Adrian, który zwyciężył przez jednogłośną decyzję sędziów. Drugi z członków grupy YFL, Dawid „Dzinold” Rzeźnik w swoim debiucie w Fame pokonał Szymona „Szymool” Bessera na kartach sędziowskich. Szcześcia nie miał Dariusz „Daro Lew” Kaźmierczuk. Pomimo dobrej pierwszej rundy skapitulował w drugiej odsłonie, przegrywając z raperem Filipem „Filipkiem” Marcinkiem. W jedynej walce kobiet na Fame MMA 16 Wiktoria „Wiki” Jaroniewska pokonała Martę „Martirenti” Rentel przez TKO w drugiej rundzie. W pierwszej walce na gali w Gliwicach Radosław „Wiejski Koks” Paszko jednogłośną decyzją sędziów pokonał Natana Marconia.
Fame 17: Ferrari vs. Łaszczyk
Gala Fame 17 odbyła się 3 lutego 2023 roku w krakowskiej Tauron Arenie. W pierwszej walce zmierzyły się ze sobą Wiktoria „Wiki” Jaroniewska i Klaudia „Sheeya” Kołodziejczyk. Pojedynek nie wyszedł poza pierwszą rundę. Jaroniewska szybko sprowadziła walkę do parteru, ale to dziewczyna Gimpera wykazując się sprytem i umiejętnościami grapplerskimi przetoczyła influencerkę i zaczęła bić z góry. Sędzia natychmiast przerwał pojedynek. W drugiej walce ujrzeliśmy wielki powrót Marcina „Rafonixa” Krasuckiego, który zmierzył się z Mikołajem „Mixerem” Magdziarzem. Walka zakończyła się bezdyskusyjnym zwycięstwem Rafonixa po 44 sekundach (duszenie zza pleców). W trzeciej walce Robert Karaś zmierzył się z Filipem „Filipkiem” Marcinkiem. Pojedynek odbył się na zasadach K-1 w małych rękawicach. Sędziowie przyznali jednogłośne zwycięstwo polskiemu triathloniście. W czwartej walce na FAME MMA 17 Marcin „Polish Zombie” Wrzosek doznał kontuzji ręki po jednym z ciosów Piotra Szeligi i nie był w stanie kontynuować pojedynku. Piąta walka zakończyła się zwycięstwem Alana Kwiecińskiego, który znokautował w drugiej rundzie na zasadach K-1 Maksymiliana „Wiewióra” Wiewiórkę. Początkowo „Wiewiór” miał się bić w MMA o pas kategorii średniej z Arkadiuszem Tańculą, jednak ten na kilka dni przed galą doznał kontuzji mięśnia uda. W szóstej walce Tomasz „Gimper” Działowy zmierzył się z Cezarym „Czarmagedonem” Jóźwikiem. Wydawało się, że współtwórca kanału Abstrachuje.TV zrobi niespodziankę wszystkim kibicom w Krakowie, jednak pomimo bardzo dobrego występu sędziowie przyznali jednogłośne zwycięstwo Gimperowi.W siódmej walce doszło do starcia dwóch raperów. Wacław „Wac Toja” Osiecki zmierzył się z Sebastianem „Alterboyem” Fabijańskim. Aktor i raper Fabijański pomimo bycia sporym faworytem przed tym pojedynkiem nie docenił rywala, który znokautował go już w pierwszej rundzie. W main evencie doszło do długo wyczekiwanej walki Amadeusza „Ferrariego” Roślika z zawodowym pięściarzem, Kamilem Łaszczykiem. Przez dwie rundy jeden z najpopularniejszych zawodników federacji FAME przeważał, wygrywając na punkty. Na jego nieszczęście pod koniec trzeciej odsłony dał się obalić Łaszczykowi. Sędzia przerwał pojedynek na osiem sekund przed końcem, nie widząc ze strony Roślika prób obrony przed silnymi ciosami pięściarza. Po walce wieczoru w klatce rzymskiej pojawili się jeden z włodarzy Fame MMA, Michał „Boxdel” Baron oraz prezes FEN, Paweł Jóźwiak. Z racji na większą wagę „Boxdel” z łatwością dociskał Jóźwiaka do siatki. Pod koniec pierwszej rundy „Boxel” obalił rywala. Na początku drugiej rundy Jóźwiak otrzymał minusowy punkt za nagminne łapanie się siatki. Po kilkudziesięciu sekundach sędzia ponownie upomniał prezesa FEN. W tym momencie widniało nad nim widmo porażki przez dyskwalifikację. Udało mu się jednak przetrwać, ale po zakończeniu drugiej rundy na pytanie od sędziego Piotra Jarosza, czy jest w stanie kontynuować walkę, stanowczo kiwnął głowę, że nie. Sędzia orzekł zakończenie pojedynku.
Fame 18: Crusher vs. Ferrari
Osiemnasta gala Fame odbyła się w sobotę 20 maja w łódzkiej Atlas Arenie. Jako pierwsi do klatki weszli debiutujący youtuber zajmujący się commentary, Mateusz Spysiński i streamer, Jakub „Paramaxil” Frączek. Walka potrwała pełen dystans. Sędziowie orzekli jednogłośne zwycięstwo „Paramaxila”. Następnie doszło do pierwszej z dwóch walk kobiet na gali FAME MMA 18. Elizabeth „Lizi” Anorue zadebiutowała z Dominiką Rybak, która nie dała jej żadnych szans, pokonując ukraińską influencerkę w drugiej rundzie przez techniczny nokaut. W trzecim pojedynku swój konflikt wyjaśnili sobie Dariusz „Daro Lew” Kaźmierczuk oraz Natan „Pierzasty” Marcoń. Tak samo jak pierwsze starcie, tak i to zakończyło się po trzech rundach jednogłośnym zwycięstwem „Daro Lwa”. Udany debiut w FAME MMA zaliczył Michał „Wampir” Pasternak, który przez poddanie narożnika rywala pokonał w trzeciej rundzie Piotra Szeligę. W piątej walce doszło do starcia zawodnika walk na gołe pięści znanego ze swoich występów w organizacji Gromda, Tomasza „Zadymy” Gromadzkiego i byłego uczestnika Warsaw Shore, Alana Kwiecińskiego. Walka zakończyła się niejednogłośnym zwycięstwem Gromadzkiego. W walce o pas kategorii średniej górą okazał się Maksymilian „Wiewiór” Wiewiórka, który pokonał Arkadiusza Tańculę przez jednogłośną decyzję sędziów. Tym samym popularny „Wiewiór” stał się pierwszym w historii zawodnikiem FAME z podwójnym pasem. W formule K-1 Dawid „Dzinold” Rzeźnik wypunktował Roberta „Sutonatora” Pasuta. Co-main event zakończył się zwycięstwem Ewy „Kleo” Brodnickiej, która pokonała Martę „Linkimaster” Linkiewicz przez jednogłośną decyzję sędziów. Na koniec miało dojść do double main eventu, w którym Amadeusz „Ferrari” Roślik najpierw miał się bić z Kacprem Błońskim, a następnie po krótkim odpoczynku wyjść do Marcina Dubiela. Finalnie Roślik pokonał Błońskiego przez jednogłośną decyzję sędziów, ale do drugiej walki nie wyszedł. Nie zgodzili się na to medycy.
Fame 19: Tańcula vs. Ferrari
Dziewiętnasta gala Fame MMA odbyła się 2 września 2023 roku po raz trzeci w krakowskiej Tauron Arenie. Wydarzenie zainaugurował pojedynek Natana „Bóg Estetyki" Marconia z Mariuszem „Hejter" Słońskim. Walka nie dotrwała nawet do drugiej rundy, a swoje pierwsze zwycięstwo w Fame zanotował Marcoń, pokonując rywala przez TKO w pierwszej rundzie. Jako drugie w jedynej walce kobiet pojawiły się niepokonana Dominika Rybak oraz Klaudia „Sheeya" Kołodziejczyk, która również nie zaznała smaku porażki. Dziewczyna Gimpera dominowała rywalkę w parterze przez trzy rundy, wygrywając jednogłośną decyzją sędziów. W trzecim starciu na Fame MMA 19 doszło pierwszy raz w historii freaków do walki dwóch trenerów. Przemysław Szyszka zmierzył się z Norbertem Daszkiewiczem. Pomimo dobrej pierwszej rundy trenera Marcina Dubiela, Szyszka ostatecznie przegrał na punkty i tym samym Daszkiewicz zaliczył swoje szóste zwycięstwo z rzędu w zawodowej karierze. W czwartej walce doszło do pierwszego z trzech rewanży. Tomasz „Zadyma" Gromadzki pokonał w pierwszej rundzie Piotra Tyburskiego, który po jednym z kopnięć doznał kontuzji nogi. Następnie do klatki weszli Jakub Nowaczkiewicz oraz Robert Karaś, którzy stoczyli trzyrundową batalię w formule bokserskiej w małych rękawicach. Zwycięsko wyszedł z niej Nowaczkiewicz, który pokonał triathlonistę jednogłośną decyzją sędziów. W drugim rewanżu na gali Marcin „Polish Zombie" Wrzosek zdeklasował w K-1 Piotra „Szeli" Szeligę, wygrywając przez TKO w trzeciej rundzie. Drugą szybką porażkę w FAME zaliczył Sebastian „Alterboy" Fabijański, przegrywając w pierwszej rundzie z freestylerem, Filipem „Filipek" Marcinkiem. Trzeci rewanż i zarazem pierwszy z dwóch co-main eventów padł łupem Pawła Tyburskiego, który pokonał rapera, Alberto Simao przez TKO w rundzie II. W drugim co-main evencie rywalizowało dwóch popularnych streamerów platformy Twitch.TV. Marcin „Xayoo" Majkut mierzył się z Franciszkiem „Franio" Rusieckim. Pierwsza runda była dość wyrównana z lekką przewagą „Frania", jednak w drugiej odsłonie po silnym lewym sierpowym ze strony „Xayoo" Rusiecki skapitulował. W walce wieczoru głośny konflikt wyjaśnili sobie Amadeusz „Ferrari" Roślik oraz Arkadiusz „Aroy" Tańcula. Walka potrwała pełen dystans, a sędziowie przyznali jednogłośne zwycięstwo Tańculi.
Fame Reborn
W sobotę 9 grudnia w łódzkiej Atlas Arenie odbyła się gala Fame: Reborn. W pierwszej walce w formule K-1 w małych rękawicach zmierzyli się Marcin „Polish Zombie" Wrzosek i Tomasz „Zadyma" Gromadzki. Pojedynek potrwał pełen dystans, a zwycięsko wyszedł z niego Marcin Wrzosek, wygrywając jednogłośną decyzją sędziów. W drugim starciu i zarazem pierwszym pojedynku kobiet Weronika Malinowska pokonała Igę Kozińską przez jednogłośną decyzję sędziów. Kartę główną rozpoczęła walka powracającego po 5-letniej przerwie Jakuba „Guzika" Szymańskiego z Adamem „Adam Security" Bártfai. Szymański pokonał Bártfaia w pierwszej rundzie przez TKO. W czwartej walce Grzegorz „Greg" Gancewski pokonał w drugiej rundzie przez duszenie zza pleców Jakuba „Maślanę" Maślankę. Piąta walka i drugi pojedynek kobiet zakończył się jednogłośnym zwycięstwem Elizabeth „Lizi" Anorue. W szóstym starciu w formule bokserskiej w małych rękawicach Michał „Wampir" Pasternak pokonał Dominika „Japońskiego Drwala" Zadorę przez niejednogłośną decyzję sędziów. Następnie Dariusz „Daro Lew" Kaźmierczuk pokonał w pierwszej rundzie przez TKO na zasadach MMA Norberta „Disa" Gierczaka. W walce Amadeusz „Ferrari" Roślik vs. Kornel „Koro" Regel górą okazał się Roślik, który pokonał rywala przez jednogłośną decyzję sędziów. W formule mieszanej [boks/k-1] Norman „Stormin" Parke pokonał Macieja „Stricza" Sulęckiego przez niejednogłośną decyzję sędziów. Głośny konflikt Adrian „Polak" Polański vs. Natan „Bóg Estetyki" Marcoń zakończył się zwycięstwem Polańskiego w pierwszej rundzie przez TKO. Co-main event zwyciężył w formule bokserskiej Patryk „Bandura" Bandurski, który pokonał Piotra „Szeliego" Szeligę przez jednogłośną decyzję sędziów. W main evencie Team Gola & Wardęga pokonał Team Fabijański & Olejnik.
Fame 20: The Celebration & The Tournament
Gala Fame 20 odbyła się 10 lutego 2024 roku w Tauron Arenie w Krakowie. Pierwszy pojedynek zakończył się zwycięstwem Wiktora „Wronka" Wronka przez TKO w pierwszej rundzie z Tomaszem Olejnikiem. W drugim pojedynku Norman „Stormin" Parke pokonał przez jednogłośną decyzję sędziów Michała „Wampira" Pasternaka. W jedynej walce kobiet Paulina Kozłowska pokonała Martę „Murcix" Błoch przez jednogłośną decyzję sędziów. W czwartej walce Piotr „Szeli" Szeliga pokonał Natana „Szatana" Marconia przez TKO w pierwszej rundzie. W piątym pojedynku Łukasz „Tuszol" Tuszyński pokonał Jakuba Koseckiego przez TKO w pierwszej rundzie. W szóstym starciu streamer Marcin „Xayoo" Majkut pokonał Dariusza „Daro Lwa" Kaźmierczuka przez TKO w pierwszej rundzie. W co-main evencie Kasjusz „Don Kasjo" Życiński pokonał Michała „Boxdela" Barona przez niejednogłośną decyzję sędziów. Turniej o puli nagród 2 miliony złotych i zarazem main-event wygrał Maksymilian „Wiewiór" Wiewiórka, który pokonał kolejno Arkadiusza Tańculę, Amadeusza „Ferrariego" Roślika i Josefa Bratana.
Fame 21: Pretendent
Gala Fame 21 odbyła się 18 maja 2024 roku w PreZero Arenie Gliwice. W pierwszym starciu Klaudia Syguła pokonała Ewę Piątkowską przez poddanie narożnika po drugiej rundzie. W drugim pojedynku Rafał "Młody Ninja" Sobonkiewicz pokonał Dominika "Mrozzo" Mrozowskiego przez jednogłośną decyzję sędziów. Trzecia walka zakończyła się zwycięstwem Dominika "Kalesona" Cybulskiego, który pokonał przez TKO w rundzie drugiej Jakuba "Guzika" Szymańskiego. W czwartym pojedynku Jakub "Azdus" Matowicki pokonał Miłosza "Dejvida" Borasa przez jednogłośną decyzję sędziów. Piąta walka zakończyła się wygraną Grzegorza "Grega" Gancewskiego, który pokonał Piotra "Szeliego" Szeligę przez TKO w rundzie drugiej. W szóstym pojedynku góra okazał się Tomasz "Strachu" Oświeciński, który pokonał Adriana Ciosa przez TKO w rundzie pierwszej. W siódmej walce Robert "Sutonator" Pasut pokonał Rafała "Takefuna" Górniaka przez TKO w rundzie pierwszej. W ósmym pojedynku Amadeusz "Ferrari" Roslik, który zawalczył w zastępstwie za Macieja "Kaczora BRS" Kaczmara pokonał Mariusza "Hejtera: Słońskiego przez TKO w rundzie pierwszej. W co-main evencie Michał "Wampir" Pasternak pokonał Alana Kwiecińskiego przez jednogłośną decyzję sędziów. W walce wieczoru tego wydarzenia zmierzyli się Patryk „Bandura" Bandurski oraz Tomasz „Góral” Adamek. Pojedynek zakończył się wygraną Tomasza Adamka przez jednogłośną decyzję sędziów.
Fame 22: Ultimate
Gala Fame 22 odbyła się 31 sierpnia 2024 na stadionie PGE Narodowym w Warszawie. W pierwszej walce Marcin "Polish Zombie" Wrzosek pokonał Filipa Bątkowskiego przez jednogłośną decyzję sędziów. W drugim pojedynku, w którym każda z rund odbywała się w innej formule Norman Parke pokonał Pawła Tyburskiego przez jednogłośną decyzję sędziów. Następnie rozpoczął się jednorundowy turniej MMA w klatce rzymskiej z udziałem ośmiu zawodników. W pierwszym ćwierćfinale Arkadiusz Tańcula pokonał Alana Kwiecińskiego przez jednogłośną decyzję sędziów. Drugi ćwierćfinał wygrał Piotr Tyburski, który pokonał Tomasza "Zadymę" Gromadzkiego przez jednogłośną decyzję sędziów. W trzecim ćwierćfinale lepszy okazał się Kamil "Taazy" Mataczyński, który pokonał Grzegorza "Grega" Gancewskiego przez jednogłośną decyzję sędziów. Ostatnim zawodnikiem, który awansował do półfinału, był Maksymilian "Wiewiór" Wiewiórka, który pokonał Damiana "The Karpiego" Kasprzaka przez jednogłośną decyzję sędziów. Kontynuując walki z karty głównej, Dawid "Crazy" Załęcki pokonał Macieja "Kierasa" Bandurskiego przez nokaut w rundzie pierwszej. W jedynej walce kobiet Marta "Linkimaster" Linkiewicz pokonała Karolinę Owczarz przez niejednogłośną decyzję sędziów. W rewanżowym starciu w formule MMA Amadeusz "Ferrari" Roślik pokonał Kamila "Szczurka" Łaszczyka przez jednogłośną decyzję sędziów. W pierwszym półfinale turnieju Piotr "Tybori" Tyburski pokonał Arkadiusza Tańculę przez TKO. W drugim półfinale Kamil "Taazy" Mataczyński pokonał Maksymiliana "Wiewióra" Wiewiórkę przez niejednogłośną decyzję sędziów. W co-main evencie Tomasz "Gimper" Działowy pokonał Krzysztofa Gonciarza przez nokaut w rundzie trzeciej. W main evencie Tomasz Adamek pokonał Kasjusza "Don Kasjo" Życińskiego przez jednogłośną decyzję sędziów. W finale turnieju Kamil "Taazy" Mataczyński pokonał Piotra "Tyboriego" Tyburskiego przez TKO w rundzie bez limitu czasowego i zgarnął nagrodę w wysokości miliona złotych.

#### Fame: The Freak
Gala Fame: The Freak odbyła się 4 października 2024 roku w szczecińskiej Netto Arenie. W pierwszej walce Damian "Koszixon" Koszyk pokonał Miłosza "Miłego" Dobrosielskiego przez TKO w rundzie drugiej. W drugim pojedynku Elizabeth "Lizi" Anorue pokonała Magdalenę "Dresiarę" Górniak przez jednogłośną decyzję sędziów. Trzeci pojedynek zakończył się wygraną Dariusza "Daro Lwa" Kaźmierczuka, który pokonał Jakuba "Guzika" Szymańskiego przez TKO w rundzie pierwszej. w drugiej walce kobiet Klaudia "Sheeya" Kołodziejczyk pokonała Dominikę Rybak przez jednogłośną decyzję sędziów. W piątej walce Marcin "Cesarz" Najman pokonał Tomasza Olejnika przez TKO w rundzie pierwszej. W szóstym pojedynku Robert "Sutonator" Pasut pokonał Pawła Jóźwiaka przez jednogłośną decyzję sędziów. W najbardziej sportowej walce Michał "Wampir" Pasternak pokonał Mateusza "Don Diego" Kubiszyna przez niejednogłośną decyzję sędziów. W co-main evencie w walce 2 na 1 Natan Marcoń i Adrian Cios pokonali Denisa Załęckiego przez dyskwalifikację w rundzie pierwszej. W main evencie Kamil "Taazy" Mataczyński pokonał Josefa Bratana przez decyzję lekarską po rundzie drugiej.
Fame 23: Ferrari & Stary Ferrariego vs. Kwieciński
Gala Fame 23 odbyła się 7 grudnia 2024 w łódzkiej Atlas Arenie. W pierwszej walce Jarosław "Koziołek" Kozieł pokonał Przemysława "Sequento" Skulskiego przez jednogłośną decyzję sędziów. W drugim pojedynku Kornel "Koro" Regel pokonał Michała "Zbuku" Buczka przez TKO w rundzie drugiej. W trzeciej walce Roger Salla pokonał Jakuba Rzeźniczaka przez TKO w rundzie pierwszej. W czwartym pojedynku w klatce rzymskiej Makhmud Muradov pokonał Normana Parke przez jednogłośną decyzję sędziów. W piątej walce Wiktor "Wronek" Wronka pokonał Marcela "Gawronka" Gawrońskiego przez jednogłośną decyzję sędziów. W szóstym pojedynku w formacie 2 kontra 1 Adrian Cios i Natan Marcoń pokonali Gracjana Szadzińskiego przez TKO w rundzie pierwszej. W jedynej walce kobiet Lexy Chaplin pokonała Elizabeth "Lizi" Anorue przez jednogłośną decyzję sędziów. W co-main evencie Kamil "Taazy" Mataczyński pokonał Adama "AJ" Josefa przez jednogłośną decyzję sędziów. W main evencie Amadeusz "Ferrari" Roślik i Dariusz "Stary Ferrariego" Roślik pokonali Alana Kwiecińskiego przez poddanie (duszenie zza pleców) w rundzie pierwszej.
Fame 24: Underground
Gala Fame 24 odbyła się 8 lutego 2025 w Studiu ATM w Warszawie. W pierwszym pojedynku Oskar Wierzejski pokonał Bartosza Szachtę przez TKO w rundzie pierwszej. W drugiej walce Artur Binkowski pokonał Tomasza Majewskiego przez jednogłośną decyzję sędziów. Trzeci pojedynek zakończył się zwycięstwem Michała Pasternaka w rundzie pierwszej przez dyskwalifikację Denisa Labrygi. W ostatniej walce karty głównej Josef Bratan pokonał Amadeusza "Ferrari" Roślika przez dyskwalifikację w rundzie pierwszej. Na Fame 24 odbył się także turniej MMA z udziałem ośmiu zawodników. W ćwierćfinałach triumfowali Marcin Wrzosek, Alberto Simao, Gracjan Szadziński i Denis Załęcki. Z powodu kontuzji Marcina Wrzoska i Denisa Załęckiego w półfinałach zastąpili ich Oskar Wierzejski i Piotr Hallmann. W pierwszym półfinale Alberto Simao pokonał Oskara Wierzejskiego przez nokaut w rundzie pierwszej. W drugim półfinale Gracjan Szadziński pokonał Piotra Hallmanna przez jednogłośną decyzję sędziów. W finale Alberto Simao znokautował Gracjana Szadzińskiego w pierwszej rundzie.

### Fame MMA UK i odbyta gala
Po oszałamiającym sukcesie gali w Polsce, założyciele postanowili otworzyć się na kolejny teren. Jak sami jednak mówią, nie jest to wydarzenie dedykowane Polonii zamieszkującej Wyspy Brytyjskie, a tamtejszym obywatelom. Oznacza to, że w klatce widzieliśmy i zobaczymy walki popularnych brytyjskich gwiazd internetu i telewizji. Pierwsza gala Fame MMA UK 1 odbyła się 14 grudnia 2019 roku w Utilita Arenie w Newcastle. W Main-Evencie wystąpili Sam Gowland i Marty McKenna (początkowo walką wieczoru tej gali miał być pojedynek Scotta „Scotta T” Timlina ze Stephenem „Stevie” Bearem, jednak zestawienie nie doszło do skutku). Pojedynek skończył się na korzyść Sama Gowlanda. W co-main evencie wystąpił jeden z właścicieli Fame MMA, Wojciech Gola w starciu z brytyjskim youtuberem Joelem Morrisem, znanym pod pseudonimem „JMX”. Prócz tego widownia zgromadzona na hali mogła obejrzeć rewanż z gali Fame MMA 2 pomiędzy Adrianem Polańskim, a mistrzem wagi półśredniej Dawidem Malczyńskim. Zwyciężył i tym samym zrewanżował się Adrian Polański. W lipcu 2020 roku członek zarządu federacji, Krzysztof Rozpara przyznał w wywiadzie, że pierwsza gala Fame MMA UK była porażką, a do drugiej prawdopodobnie nigdy nie dojdzie.

### Projekt Hype MMA i odbyta gala
28 lutego 2021 podczas II konferencji przed galą Fame 9, właściciele zapowiedzieli nowy projekt „Hype powered by Fame MMA” lub po prostu „Hype MMA”, który będą realizować ze znanym youtuberem Sergiuszem „Nitro” Górskim. Cały projekt Hype MMA jest szansą na pokazanie się mniej znanym twórcom oraz innym mniej znanym osobom ze świata mediów, dodatkowo do wygrania dla zwycięzców jest kontrakt na 5 walk podczas przyszłych gal Fame MMA, a same imprezy Hype’u miałyby odbywać się raz w miesiącu.
Reguły
Planami Hype MMA miała być formuła sezonowa. W jednym sezonie odbyło by się 6 gal (pięć eliminacyjnych i szósta będzie galą finałową). Na każdym z wydarzeń eliminacyjnych odbyłoby się 6 walk + super fight (super fight to poza turniejowa walka dwóch gwiazd Fame MMA).
Po każdej gali zostaje 6 zwycięzców. Łącznie po 5 wydarzeniach będzie 30 zwycięzców i 30 przegranych. Spośród zwycięzców, widzowie, włodarze i zawodnicy Fame MMA, wybiorą 8 najciekawszych zawodników. Widzowie będą mogli zagłosować poprzez wypełnienie ankiety, dostępnej na stronie hypemma.tv. Włodarze zaś będą prowadzili głosowanie w formie obrad, natomiast zawodnicy Fame MMA, wypełnią zewnętrzną ankietę.
| Waga głosów        | Waga głosów |
| ------------------ | ----------- |
| Widzowie           | 50%         |
| Włodarze           | 35%         |
| Zawodnicy Fame MMA | 15%         |

Osiem wybrańców miało zmierzyć się w walkach finałowych. Na ostatniej gali sezonu, miałyby odbyć się 4 półfinały w dwóch kategoriach wagowych, a następnie 2 finały. Dwóch zawodników zakończyłoby sezon Hype MMA z kontraktem na 5 walk w Fame MMA.
Spośród przegranych zostałoby wybranych dwóch tzw. Lucky Loserów, którzy zaskarbili sobie sympatię widzów, włodarzy i zawodników Fame MMA. Wybrańcy zawalczyli by o kontrakt na jedną walkę w Fame MMA.
Dzika karta to natychmiastowy immunitet dla zawodnika. Miał nią rozporządzać przywódca Watahy – Sylwester Wardęga. Ten mógł ją przyznać w dowolnym etapie trwania sezonu, dowolnemu zawodnikowi – wygranemu bądź przegranemu. Wardęga taką kartę mógłby przyznać zawodnikowi tylko raz na sezon.
Projekt Hype MMA zakończył się tylko na jednej gali.
Gala Hype S01E01: Rafonix vs. Hejter (znana także jako – Hype powered by Fame 1, Hype MMA 1)
Pierwsza i jak dotąd jedyna edycja gali Hype MMA odbyła się 17 kwietnia 2021. Podczas gali widzowie mogli obejrzeć 7 walk, w tym jedno zestawienie pomiędzy Marcinem „Rafonixem” Krasuckim, a Mariuszem „Hejterem” Słońskim było tzw. Superfightem. Dostęp do wydarzenia był darmowy dla osób, które wykupiły wcześniej galę Fame 9: Let’s Play, jednak widzowie, którzy nie wykupili poprzedniej gali, mieli możliwość tą wykupić. Na samej gali 5 pojedynków skończyło się przez TKO w pierwszych rundach, oraz jeden w trzeciej również przez techniczny nokaut. Do niecodziennej sytuacji doszło w walce Jakuba „Kuby Trenuje” Droździela, który pozbawił swojego przeciwnika tlenu, zaciskając ciasne duszenie gilotynowe Krystianowi „Krissowi” Bartosze, ten jednak nie odklepał w matę na czas, po czym stracił przytomność. Błyskawiczny nokaut w Superfight’cie zanotował Mariusz „Hejter” Słoński, który skończył Marcina „Rafonixa” Krasuckiego już w siódmej sekundzie walki. Przed Main eventowym pojedynkiem, włodarze nagrodzili bonusami finansowymi trzech zawodników m.in. – Jakuba „Kube Trenuje” Droździela, Damiana „Kalbara” Kalbarczyka oraz Pawła „Pavlloo” Szweda za swoje widowiskowe skończenia.

### Projekt Road to Armia[131]
16 zawodników ALMMA (Amatorska Liga MMA) wzięło udział w turnieju, a zwycięzca otrzymał kontrakt na 3 walki w profesjonalnej federacji Armia Fight Night. Kontrakt został sfinalizowany przez Fame MMA. Patronem projektu był PZMMA (Polski Związek MMA).
- 1/8 turnieju odbyła się 14 maja o godz. 16:30 na kanale otwartym Fame MMA oraz na Kanale Sportowym[132].
- 1/4 turnieju odbyła się 14 maja, bezpośrednio po ceremonii ważenia Fame 10 (również na kanale otwartym Fame MMA i Kanale Sportowym)[132].
- Walki półfinałowe (1/2) odbyły się podczas gali Fame 11[133].
- Finałowa walka (1/1) turnieju Road to Armia odbyła się podczas Fame 12[134].

### Fame Friday Arena
19 czerwca 2023 federacja Fame MMA zapowiedziała za pośrednictwem social mediów nowy projekt o nazwie „Fame Friday Arena”. Ma on na celu częstsze organizowanie gal w nowych miastach. Według zapowiedzi organizacji, pierwsze gale z cyklu Friday Arena odbędą się m.in. we Wrocławiu, Warszawie, Szczecinie, Płocku czy Bydgoszczy.
Fame Friday Arena #1
Pierwsza edycja Fame Friday Arena odbyła się 21 lipca 2023 w Hali Stulecia we Wrocławiu. W walce wieczoru oraz zaległym starciu z gali High League 7 w formule kickbokserskiej zmierzyli się topowi polscy raperzy Jakub „Kubańczyk” Flas oraz Alberto Simao. Walka ta zakończyła się niejednogłośnym zwycięstwem „Kubańczyka”. Podczas co-main eventów popularny Marcin Dubiel pokonał jednogłośną decyzją sędziów freestylowca Filipka, a Jakub Nowaczkiewicz przegrał w drugiej rundzie przez TKO z Josefem Bratanem, z którym miał się zmierzyć podczas siódmej gali High League. Michał „Wampir” Pasternak pokonał jednogłośną decyzją sędziów Piotra „Księżniczkę” Tyburskiego w pojedynku kickbokserskim. Dariusz „Daro Lew” Kaźmierczuk po trzeciej wygranej w karierze podejmował byłego piłkarza reprezentacji Polski Piotra Świerczewskiego i ostatecznie przegrał po pierwszej rundzie przez TKO (niezdolność do kontynuowania walki – przerwanie przez lekarza). Powracający do oktagonu Fame youtuber i streamer Adrian „Medusa” Salamon stoczył nietypowy pojedynek w niestandardowej formule; MMA vs BJJ z Dominikiem Jaxem, który nieoczekiwanie pokonał Salamona jednogłośną decyzją sędziów. Drugi z braci Tyburskich, Piotr podejmował zawodowego pięściarza oraz byłego zawodnika Gromdy Tomasza „Zadymę” Gromadzkiego. Starcie to zakończyło się większościowym remisem. W pozostałych walkach youtuberka Olga „Nanami Chan” Sałacka przegrała jednogłośną decyzją sędziów z Ukrainką Elizabeth „Lizi” Anorue, były mistrz Fame w kategorii półśredniej Dawid Malczyński przegrał w drugiej rundzie przez TKO z Ukraińcem Aleksandrem „Sashą” Muzheiko, a freestylowciec Kornel „Koro” Regel pokonał jednogłośną decyzją sędziów Piotra „Edzia” Bylinę.
Fame Friday Arena #2
Druga edycja Fame Friday Arena odbyła się 29 września 2023 w Netto Arenie w Szczecinie. W walce wieczoru doszło do rewanżu pomiędzy Michałem „Boxdelem" Baronem a Pawłem „Prezesem FEN" Jóźwiakiem. Pojedynek zakończył się zwycięstwem włodarza Fame, który znokautował Jóźwiaka w drugiej rundzie (02:59). W pierwszym z dwóch co-main eventów mistrz dwóch kategorii wagowych Maksymilian "Wiewiór" Wiewiórka pokonał na zasadach K-1 po jednogłośnej decyzji sędziów rapera Josefa Bratana. W drugim co-main evencie Kacper „Crusher" Błoński pokonał w formule bokserskiej bez limitu czasowego Daniela "Ostrego" Ostaszewskiego. Udany powrót do klatki Fame zanotował Adrian „Polak" Polański, który pokonał jednogłośną decyzją sędziów Arkadiusza Tańculę. Do niecodziennego rozstrzygnięcie doszło w pojedynku Alana Kwiecińskiego z Dominikiem „Japońskim Drwalem" Zadorą. Były trener Kwiecińskiego przegrał w pierwszej rundzie po fantastycznym duszeniu gilotynowym ze strony „Alanika". W walce streamerów z Twitch.TV Marcin "Xayoo" Majkut nie dał żadnych szans Marcinowi „Rafonixowi" Krasuckiemu, pokonując go przez TKO w pierwszej rundzie. W jedynej walce kobiet triumfowała Agata „Fagata" Fąk, która pokonała po jednogłośnej decyzji sędziów debiutującą Martynę „Brylantynkę" Janusz. Kolejne zwycięstwo dołożył Filip Zabielski, który pokonał Roberta „Sutonatura" Pasuta przez jednogłośną decyzję sędziów. Piotr Lisek – znany polski lekkoatleta specjalizujący się w skoku o tyczce pokonał w pierwszej rundzie przez TKO Dariusza „Daro Lwa" Kaźmierczuka. Walka youtuberów zakończyła się jednogłośnym zwycięstwem Karola „Karolka" Dąbrowskiego, który pokonał Łukasza „Mandzia" Samonia. Drugą walkę w karierze zanotował Roger Salla, który pokonał w drugiej rundzie przez TKO debiutującego Andrzeja „Endi" Czysza.

### Token
4 kwietnia 2022 ogłoszono utworzenie własnego tokena użytkowego Fame. Dwa dni później został wydany whitepaper – dokument określający cel projektu, który wskazywał początkową wartości tokena na 0.01$ oraz wywołał wiele kontrowersji przez literówkę, przez co tego samego dnia został poprawiony. Kontrowersje wzbudziła również ilość tokenów, które będą dostępne na rynku. 8 kwietnia 2022 Fame ogłosił współpracę z Metahero, w ramach planowane jest stworzenie tokenów NFT skanów zawodników. 25–27 kwietnia odbyła się przedsprzedaż tokenu. 29 kwietnia token zaczął być notowany na giełdzie OKX. Za pomocą tokena możemy zakupić licencję Pay-Per-View. Za jego pomocą mają odbywać się transakcje za usługi reklamowe, sponsoringowe oraz w ten sposób będą wypłacane pensje dla zawodników.

### Wafelki Fame

Wafelek Fame o smaku czekoladowym.

20 lipca 2022 Wojciech Gola podczas pierwszej konferencji do gali Fame 15 zapowiedział nowe, markowe wafelki federacji o smaku czekoladowym, których premiera miała miejsce 28 lipca 2022 w sieciach sklepów Biedronka w całej Polsce. Miesiąc później (22 sierpnia), podczas drugiej konferencji do edycji nr 15, został przedstawiony drugi wariant wafelka Fame, tym razem o smaku słonego karmelu, który pojawił się 25 sierpnia.

### Współpraca z Canal+ Online
W kwietniu 2024 roku Fame MMA nawiązało współpracę z Canal+ Online. Gala Fame 21 na żywo była nadawana tylko za pośrednictwem tego serwisu. Gale Fame 22: Ultimate, Fame: The Freak oraz Fame 23 są dostępne do wykupienia w systemie PPV zarówno w serwisie Canal+ Online, jak i na oficjalnej stronie Fame MMA.

## Aktualni mistrzowie
| Kategoria                   | Waga       | Mistrz                          | Od                   | Obrony tytułu |
| --------------------------- | ---------- | ------------------------------- | -------------------- | ------------- |
| Open (Fame Tournament Goat) | Open       | Kamil „Taazy” Mataczyński       | 5 kwietnia 2025      |               |
| Open (pas Króla)            | Open       | Kamil „Taazy” Mataczyński       | 26 października 2024 | 1             |
| Ciężka                      | do 120 kg  | Wakat                           |                      |               |
| Półciężka                   | do 93 kg   | Wakat                           |                      |               |
| Średnia                     | do 83,9 kg | Maksymilian „Wiewiór” Wiewiórka | 20 maja 2023         | 0             |
| Półśrednia                  | do 77,1 kg | Maksymilian „Wiewiór” Wiewiórka | 20 listopada 2021    | 1             |
| Kogucia kobiety             | do 61,2 kg | Wakat                           |                      |               |

## Historia mistrzów

### Waga ciężka(do 120 kg)
| Nr    | Mistrz                                                       | Od                                        | Do                                        | Obrony tytułu                                                                       |
| ----- | ------------------------------------------------------------ | ----------------------------------------- | ----------------------------------------- | ----------------------------------------------------------------------------------- |
| 1.    | Michał „Boxdel” Baron (pokonał Jakuba „Guzika” Szymańskiego) | 30 czerwca 2018 (Fame MMA 1)              | 24 marca 2019 (II Konferencja Fame MMA 3) |                                                                                     |
| Wakat | Wakat                                                        | 24 marca 2019 (II Konferencja Fame MMA 3) | aktualny                                  | Boxdel podczas drugiej konferencji przed galą Fame MMA 3 zwakował tytuł mistrzowski |

### Waga średnia(do 83,9 kg)
| Nr    | Mistrz                                                       | Od                                | Do                     | Obrony tytułu                                                                             |
| ----- | ------------------------------------------------------------ | --------------------------------- | ---------------------- | ----------------------------------------------------------------------------------------- |
| 1.    | Marcin Malczyński (pokonał Marka „AdBustera” Hoffmanna)      | 26 października 2019 (Fame MMA 5) | 6 marca 2021 (Fame 9)  |                                                                                           |
| 2.    | Jakub „Kubańczyk” Flas (pokonał Marcina Malczyńskiego)       | 6 marca 2021 (Fame 9)             | 14 maja 2022 (Fame 14) |                                                                                           |
| Wakat | Wakat                                                        | 14 maja 2022 (Fame 14)            | 20 maja 2023           | Kubańczyk podczas gali Fame 14 zwakował tytuł mistrzowski z powodu problemów zdrowotnych. |
| 3.    | Maksymilian „Wiewiór” Wiewiórka (pokonał Arkadiusza Tańculę) | 20 maja 2023 (Fame 18)            |                        |                                                                                           |

### Waga półśrednia(do 77,1 kg)
| Nr | Mistrz                                                                 | Od                                | Do                          | Obrony tytułu |
| -- | ---------------------------------------------------------------------- | --------------------------------- | --------------------------- | --- |
| 1. | Dawid „Bocian” Malczyński (pokonał Adriana „Polaka” Polańskiego)       | 13 października 2018 (Fame MMA 2) | 15 maja 2021 (Fame 10)      | - Pokonał Amadeusza „Ferrariego” Roślika 30 marca 2019 (Fame MMA 3) - Pokonał Tomasza Olejnika 26 października 2019 (Fame MMA 5) |
| 2. | Adrian „Polak” Polański (pokonał Dawida „Bociana” Malczyńskiego)       | 15 maja 2021 (Fame 10)            | 20 listopada 2021 (Fame 12) | |
| 3. | Maksymilian „Wiewiór” Wiewiórka (pokonał Adriana „Polaka” Polańskiego) | 20 listopada 2021 (Fame 12)       | aktualny                    | - Pokonał Krystiana „Krychę” Wilczaka 14 maja 2022 (Fame 14)                                                                     |

### Waga koguciakobiet (do 61,2 kg)
| Nr    | Mistrz                                                                 | Od                         | Do                         | Obrony tytułu                                                                            |
| ----- | ---------------------------------------------------------------------- | -------------------------- | -------------------------- | ---------------------------------------------------------------------------------------- |
| 1.    | Marta „Linkimaster” Linkiewicz (pokonała Kamilę „Kamiszkę” Wybrańczyk) | 15 maja 2021 (Fame 10)     | 26 sierpnia 2022 (Fame 15) | - Pokonała Karolinę „Way of Blonde” Brzuszczyńską 26 marca 2022 (Fame 13)                |
| 2.    | Aniela „Lil Masti” Bogusz (pokonała Martę „Linkimaster” Linkiewicz)    | 26 sierpnia 2022 (Fame 15) | 10 września 2022           |                                                                                          |
| Wakat | Wakat                                                                  | 10 września 2022           |                            | Lil Masti odeszła z Fame MMA i związku z czym pas wagi koguciej kobiet został zwakowany. |

### Waga OPEN – Kobiet
| Nr    | Mistrz                                                              | Od                                    | Do                                    | Obrony tytułu |
| ----- | ------------------------------------------------------------------- | ------------------------------------- | ------------------------------------- | --- |
| 1.    | Aniela „Lil Masti” Bogusz (pokonała Martę „Linkimaster” Linkiewicz) | 22 czerwca 2019 (Fame MMA 4)          | 7 lutego 2021                         | |
| Wakat | Wakat                                                               | 7 lutego 2021                         | 20 lipca 2022 (I Konferencja Fame 15) | Zgodnie z zasadami pas został zwakowany przez roczny brak aktywności i obrony tytułu. Federacja podaje również informacje, że mistrzyni nie chciała zgodzić się na warunki finansowe podczas spotkania, omawiającego jej następną walkę. Strony nie doszły do porozumienia, a Fame MMA odebrało Lil Masti mistrzostwo. Po powrocie Lil Masti do organizacji Fame MMA, przed galą Fame 15 został oddany jej pas mistrzowski, który broniła w drugim starciu z Linkimaster. |
| 2.    | Aniela „Lil Masti” Bogusz                                           | 20 lipca 2022 (I Konferencja Fame 15) | 10 września 2022                      | - Pokonała Martę „Linkimaster” Linkiewicz 26 sierpnia 2022 (Fame 15) |
| Wakat | Wakat                                                               | 10 września 2022                      |                                       | Lil Masti odeszła z Fame MMA i związku z czym pas wagi OPEN kobiet został zwakowany. |

### Waga OPEN – Królowa freak fights
| Nr    | Mistrz                                                              | Od                         | Do               | Obrony tytułu                                                                        |
| ----- | ------------------------------------------------------------------- | -------------------------- | ---------------- | ------------------------------------------------------------------------------------ |
| 1.    | Aniela „Lil Masti” Bogusz (pokonała Martę „Linkimaster” Linkiewicz) | 26 sierpnia 2022 (Fame 15) | 10 września 2022 |                                                                                      |
| Wakat | Wakat                                                               | 10 września 2022           |                  | Lil Masti odeszła z Fame MMA i związku z czym pas wagi OPEN kobiet został zwakowany. |

### Waga OPEN – Król (stworzony przez Don Kasjo)
| Nr | Mistrz                                                               | Od                                        | Do                              | Obrony tytułu |
| --- | -------------------------------------------------------------------- | ----------------------------------------- | ------------------------------- | --- |
| 1. | Kasjusz „Don Kasjo” Życiński                                         | 15 listopada 2020 (II Konferencja Fame 8) | 15 maja 2021 (Fame 10)          | |
| 2. | Norman „Stormin” Parke (pokonał Kasjusza „Don Kasja” Życińskiego)    | 15 maja 2021 (Fame 10)                    | 20 listopada 2021               | Parke sprzedał pas klientowi.                                                                                         |
| W dzień gali współwłaściciel federacji Michał Baron odkupił od klienta Parke’a pas Króla. Podczas gali Fame 12 Boxdel po przegranym pojedynku z Don Kasjo podarował mu ten tytuł. |                                                                      |                                           |                                 | |
| 3. | Michał „Boxdel” Baron                                                | 20 listopada 2021 (Fame 12)               | 20 listopada 2021 (Fame 12)     | |
| 4. | Kasjusz „Don Kasjo” Życiński (pokonał Michała „Boxdela" Barona)      | 20 listopada 2021 (Fame 12)               | 26 października 2024 (Prime 10) | Don Kasjo zawalczył o pas w federacji Prime Show MMA, gdzie stracił tytuł na rzecz Kamila „Taazy’ego” Mataczyńskiego. |
| 5. | Kamil „Taazy” Mataczyński (pokonał Kasjusza „Don Kasja” Życińskiego) | 26 października 2024                      | aktualny                        | - Pokonał Adama „AJ'a” Modzelewskiego 7 grudnia 2024 (Fame MMA 23)                                                    |

### Waga OPEN – (specjalny pas dla zwycięzcy turnieju) Fame Tournament Goat
| Nr | Mistrz                                            | Od                        | Do       | Obrony tytułu |
| -- | ------------------------------------------------- | ------------------------- | -------- | ------------- |
| 1. | Kamil „Taazy” Mataczyński (pokonał Alberto Simao) | 5 kwietnia 2025 (Fame 25) | aktualny |               |

## Reakcje i odbiór
W ciągu dwóch pierwszych edycji Fame MMA, według serwisu Sport.pl, większość osób ze środowiska MMA skrytykowało organizację, zarzucając jej psucie wizerunku prawdziwych sportowców walczących w oktagonie. W obronie projektu stanął m.in. Marcin Różalski, który stwierdził, że gala Fame MMA stworzona została dla tzw. freaków i nie należy jej mieszać z galami sportowymi. Serwis sportowy zwrócił uwagę, iż gala jest odzwierciedleniem zapotrzebowania dla walk celebrytów, podkreślając, że pierwsza edycja odniosła olbrzymi sukces wśród głównie młodych widzów, których idole mierzyli się ze sobą w oktagonie.
Fame MMA stało się pierwszą w Polsce galą typu freak show fight. W 2019 powołano organizację Free Fight Federation jako odpowiedź na rosnącą popularność w internecie gali Fame MMA.

## Kontrowersje
4 października 2023 Michał Baron został wykluczony z działalności federacji w trybie natychmiastowym w związku z aferą pedofilską ujawnioną publikacją materiału Sylwestra Wardęgi na platformie YouTube. Federacja oświadczyła później, iż stara się trwale i nieodwołalnie usunąć „Boxdela” z powiązanych z marką Fame spółek zależnych i organów decyzyjnych. 18 grudnia 2023 poinformowano, że zarząd Fame MMA podjął decyzję o wstrzymaniu działań, które zmierzały do usunięcia Michała Barona i tym samym ogłoszono powrót popularnego „Boxdela” do bieżących działań w federacji.

## Skład
| Aktualni członkowie             | Funkcja                             | Dawni członkowie |
| ------------------------------- | ----------------------------------- | --- |
| Wojciech Gola                   | Właściciele                         | |
| Michał „Boxdel" Baron           | Właściciele                         | |
| Krzysztof Rozpara (były prezes) | Właściciele                         | |
| Rafał Pasternak (prezes)        | Właściciele                         | |
| Damian Żebrowski                | Ring announcer                      | „Chwytak” Arkadiusz „Pan” Pawłowski Michał Rogoziński |
| Hubert Mściwujewski             | Prowadzący konferencje              | Arkadiusz „Pan” Pawłowski Wojciech Gola Michał „Boxdel” Baron Maciej „Człowiek Warga” Dąbrowski Robert Pasut Tomasz „Gimper” Działowy Sylwester Wardęga                              |
| Jakub Ulfik                     | Prowadzący konferencje              | Arkadiusz „Pan” Pawłowski Wojciech Gola Michał „Boxdel” Baron Maciej „Człowiek Warga” Dąbrowski Robert Pasut Tomasz „Gimper” Działowy Sylwester Wardęga                              |
| Maciej Turski                   | Komentatorzy                        | Marek „AdBuster” Hoffmann „Mistrz Gry” Marcin „Różal” Różalski Paweł „Trybson” Trybała Marcin Malczyński Karol Matuszczak Gamou Fall Piotr „Izak" Skowyrski Mateusz "Kanu" Kaniowski |
| Jakub „Kubańczyk” Flas          | Komentatorzy                        | Marek „AdBuster” Hoffmann „Mistrz Gry” Marcin „Różal” Różalski Paweł „Trybson” Trybała Marcin Malczyński Karol Matuszczak Gamou Fall Piotr „Izak" Skowyrski Mateusz "Kanu" Kaniowski |
| Hubert Mściwujewski             | Prowadzący studio                   | Paweł „Trybson” Trybała Mateusz „Tromba” Trąbka Paweł Swinarski Daniel „DeeJayPallaside” Pawlak                                                                                      |
| Maciej Turski                   | Przeprowadzający wywiady po walkach | „Chwytak” Mateusz „Kanu” Kaniowski Arkadiusz „Pan” Pawłowski Michał Rogoziński Jakub Kulig                                                                                           |
| Hubert Mściwujewski             | Prowadzący program "Cage"           | Arkadiusz „Pan” Pawłowski Tomasz „Gimper” Działowy Maciej Turski Sylwester Wardęga Wojciech Gola Jakub Ulfik Michał „Boxdel” Baron                                                   |
| Hubert Mściwujewski             | Prowadzący program "F2F"            | Arkadiusz „Pan” Pawłowski Sylwester Wardęga Maciej Turski Michał „Boxdel” Baron Jakub Ulfik                                                                                          |
| Maciej Turski                   | Prowadzący ważenie i media trening  | „Chwytak”, Paweł „Trybson” Trybała, Arkadiusz „Pan” Pawłowski, Michał Rogoziński |
| Hubert „hoobzik” Rublewski      | Prowadzący kanał "Fame News"        | Patryk „paTrykos” Domke |
| Mikołaj „Tyszka” Tyszkiewicz    | Prowadzący Tiktok                   | – |
| Piotr Jarosz                    | Sędzia główny                       | – |

## Sponsorzy
| Sponsor                      | Praca                     | Początek współpracy | Koniec współpracy |
| ---------------------------- | ------------------------- | ------------------- | ----------------- |
| LV BET                       | Bukmacher                 | 2018                | 2020              |
| Betclic                      | Bukmacher                 | 2020                | 2025              |
| Canal+ online                | Partner transmisyjny      | 2024                |                   |
| Stream Online                | Partner transmisyjny      | ?                   |                   |
| StormCloud                   | Partner techniczny        | 2020                | 2024              |
| Extreme Hobby                | Partner techniczny        | 2019                | –                 |
| Pitbull West Coast           | Partner techniczny        | 2022                | 2024              |
| MML Centrum Medyczne         | Patron medyczny           | 2020                | –                 |
| Super Express                | Patron mediowy            | 2020                | –                 |
| O2.pl                        | Patron mediowy            | 2020                | 2021              |
| Kanał Sportowy               | Patron mediowy            | 2021                | 2022              |
| Radio ESKA                   | Patron mediowy            | 2023                | 2024              |
| Eska Rock                    | Patron mediowy            | 2023                | 2024              |
| Fakt.pl                      | Patron mediowy            | 2023                | 2023              |
| 5 Posiłków Dziennie Catering | Partner dietetyczny       | 2020                | 2023              |
| Pan Posiłek                  | Partner dietetyczny       | 2022                | 2022              |
| Pyszna Fabryka               | Partner dietetyczny       | 2023                | –                 |
| Ubezpieczenia Grodzki        | Bezpieczeństwo zawodników | 2021                | –                 |
| Hotpay                       | Operator płatności        | 2018                | –                 |
| Lord Kruszwil                | Inne                      | 2018                | 2018              |
| Tipeo                        | Inne                      | 2019                | 2020              |
| Preorder                     | Inne                      | 2019                | 2023              |
| SFD                          | Inne                      | 2019                | 2024              |
| High Life                    | Inne                      | 2019                | 2019/2020         |
| Patriotic                    | Inne                      | 2019                | 2020              |
| Zoodoptuj                    | Inne                      | 2019                | 2024              |
| Golden Bow Solutions (GBS)   | Inne                      | 2020                | –                 |
| Premium Cars                 | Inne                      | 2020                | 2021              |
| Nexx Developer               | Inne                      | 2020                | 2020              |
| Denley                       | Inne                      | 2020                | 2022              |
| KRUK’s Different             | Inne                      | 2020                | 2020              |
| Key-drop.com                 | Inne                      | 2021                | 2023              |
| Apis Natural Cosmetics       | Inne                      | 2021                | 2022              |
| Illegal Night                | Inne                      | 2021                | 2021              |
| Picodi                       | Inne                      | 2021                | 2024              |
| Wielkareklama.eu             | Inne                      | 2021                | 2021              |
| Gameat                       | Inne                      | 2021                | 2021              |
| Gamivo                       | Inne                      | 2021                | 2021              |
| kupbilecik.pl                | Inne                      | 2021                | 2021              |
| OLAVOGA                      | Inne                      | 2022                | 2024              |
| Street Gods                  | Inne                      | 2022                | 2023              |
| Polsat Box/Polsat Box Go     | Inne                      | 2022                | 2023              |
| WKDZIK                       | Inne                      | 2023                | –                 |
| GYM WATER                    | Inne                      | 2023                | 2024              |
| DIOZ                         | Inne                      | 2023                | 2024              |
| Budda                        | Inne                      | 2023                | 2023              |
| Coconaut                     | Inne                      | 2023                | 2023              |
| Estyma                       | Inne                      | 2023                | 2023              |
| DBX BUSHIDO                  | Inne                      | 2024                | –                 |
| Royal Watch                  | Inne                      | 2024                | 2024              |
| Diablo Chairs                | Inne                      | 2024                | 2024              |
| GymBeam                      | Inne                      | 2024                | 2024              |
| Bungee                       | Inne                      | 2024                | 2024              |
| Ebilet                       | Inne                      | ?                   | –                 |
| Autokofeina                  | Inne                      | 2024                | –                 |
| VIB35                        | Inne                      | 2024                | 2024              |